# Forecheck
Il forecheck è un'azione nell'hockey su ghiaccio costituita con l'obiettivo di esercitare pressione verso i portatori di disco della squadra avversaria.
Il forechecking può essere di tipo aggressivo (per entrare in possesso del disco) ma anche di tipo conservativo (per mantenere il possesso del puck) ed è intrapreso a seconda delle indicazioni dell'allenatore che valuta di volta in volta il tipo di forechecking da operare sulla base delle caratteristiche dei giocatori che sono sul ghiaccio (abilità di pattinaggio ecc.). 
Il checking invece è il contatto fisico tra giocatori.